# Teen Choice Awards 2018
La 20ª edizione dei Teen Choice Awards ha avuto luogo il 12 agosto 2018.

## Presentatori
- Nick Cannon[3]
- Lele Pons[3]

## Esibizioni
- Meghan Trainor - "No Excuses" e "Let You Be Right"[3]
- Lauv - "I Like Me Better"[3]
- Foster the People - "Sit Next to Me"[4]
- Bebe Rexha - "I'm a Mess"[3]
- Evve McKinney - "How Do You Feel"[3]
- Khalid - "Young Dumb & Broke"[3]

## Premi
La prima ondata di candidature è stata annunciata il 13 giugno 2018, la seconda è stata annunciata il 22 giugno 2018. I vincitori sono evidenziati in grassetto.

### Cinema
| Miglior film d'azione | Miglior attore in un film d'azione | Miglior attrice in un film d'azione |
| --- | --- | --- |
| - Avengers: Infinity War - Justice League - Maze Runner - La rivelazione - Pacific Rim - La rivolta - Tomb Raider | - Robert Downey Jr. - Avengers: Infinity War - John Boyega - Pacific Rim - La rivolta - Henry Cavill - Justice League - Chris Evans - Avengers: Infinity War - Tom Holland - Avengers: Infinity War - Dylan O'Brien - Maze Runner - La rivelazione   | - Scarlett Johansson - Avengers: Infinity War - Amy Adams - Justice League - Gal Gadot - Justice League - Elizabeth Olsen - Avengers: Infinity War - Zoe Saldana - Avengers: Infinity War - Alicia Vikander - Tomb Raider |
| Miglior film drammatico | Miglior attore in un film drammatico | Miglior attrice in un film drammatico |
| - The Greatest Showman - Assassinio sull'Orient Express - Il sole a mezzanotte - Midnight Sun - A Quiet Place - Un posto tranquillo - Obbligo o verità - Wonder                                                             | - Zac Efron - The Greatest Showman - Timothée Chalamet - Lady Bird - Hugh Jackman - The Greatest Showman - Leslie Odom Jr. - Assassinio sull'Orient Express - Patrick Schwarzenegger - Il sole a mezzanotte - Midnight Sun - Jacob Tremblay - Wonder | - Zendaya - The Greatest Showman - Lucy Hale - Obbligo o verità - Daisy Ridley - Assassinio sull'Orient Express - Julia Roberts - Wonder - Saoirse Ronan - Lady Bird - Bella Thorne - Il sole a mezzanotte - Midnight Sun |
| Miglior film sci-fi | Miglior attore in un film sci-fi | Miglior attrice in un film sci-fi |
| - Black Panther - Blade Runner 2049 - Rampage - Furia animale - Ready Player One - Thor: Ragnarok | - Chris Hemsworth - Thor: Ragnarok - Chadwick Boseman - Black Panther - Ryan Gosling - Blade Runner 2049 - Dwayne Johnson - Rampage - Furia animale - Mark Ruffalo - Thor: Ragnarok - Tye Sheridan - Ready Player One                                | - Letitia Wright - Black Panther - Olivia Cooke - Ready Player One - Danai Gurira - Black Panther - Naomie Harris - Rampage - Furia animale - Lupita Nyong'o - Black Panther - Tessa Thompson - Thor: Ragnarok |
| Miglior film fantasy | Miglior attore in un film fantasy | Miglior attrice in un film fantasy |
| - Coco - Peter Rabbit - Star Wars: Gli ultimi Jedi - Nelle pieghe del tempo | - Anthony Gonzalez - Coco - John Boyega - Star Wars: Gli ultimi Jedi - James Corden - Peter Rabbit - Gael García Bernal - Coco - Mark Hamill - Star Wars: Gli ultimi Jedi - Oscar Isaac - Star Wars: Gli ultimi Jedi                                 | - Carrie Fisher - Star Wars: Gli ultimi Jedi - Mindy Kaling - Nelle pieghe del tempo - Storm Reid - Nelle pieghe del tempo - Daisy Ridley - Star Wars: Gli ultimi Jedi - Oprah Winfrey - Nelle pieghe del tempo - Reese Witherspoon - Nelle pieghe del tempo                                                                             |
| Miglior film commedia | Miglior attore in un film commedia | Miglior attrice in un film commedia |
| - Tuo, Simon - Daddy's Home 2 - I Feel Pretty - Jumanji - Benvenuti nella giungla - Overboard - Pitch Perfect 3 | - Dwayne Johnson - Jumanji - Benvenuti nella giungla - Jack Black - Jumanji - Benvenuti nella giungla - Eugenio Derbez - Overboard - Will Ferrell - Daddy's Home 2 - Kevin Hart - Jumanji - Benvenuti nella giungla - Mark Wahlberg - Daddy's Home 2 | - Anna Kendrick - Pitch Perfect 3 - Anna Faris - Overboard - Karen Gillan - Jumanji - Benvenuti nella giungla - Amy Schumer - I Feel Pretty - Hailee Steinfeld - Pitch Perfect 3 - Rebel Wilson - Pitch Perfect 3 |
| Miglior cattivo in un film | Miglior Star Emergente in un film | Choice Movie Ship |
| - Michael B. Jordan - Black Panther - Cate Blanchett - Thor: Ragnarok - Josh Brolin - Avengers: Infinity War - Adam Driver - Star Wars: Gli ultimi Jedi - Aidan Gillen - Maze Runner - La rivelazione - Bill Skarsgård - It | - Nick Robinson - Tuo, Simon - Olivia Cooke - Ready Player One - Sophia Lillis - It - Keala Settle - The Greatest Showman - Kelly Marie Tran - Star Wars: Gli ultimi Jedi - Letitia Wright - Black Panther                                           | - Zac Efron e Zendaya - The Greatest Showman - Chadwick Boseman e Lupita Nyong'o - Black Panther - Sophia Lillis e Jeremy Ray Taylor - It - Dylan O'Brien e Kaya Scodelario - Maze Runner - La rivelazione - Nick Robinson e Keiynan Lonsdale - Tuo, Simon - Bella Thorne e Patrick Schwarzenegger - Il sole a mezzanotte - Midnight Sun |
| Miglior film dell'estate | Miglior attore in un film dell'estate | Miglior attrice in un film dell'estate |
| - Gli Incredibili 2 - Resta con me - Jurassic World - Il regno distrutto - Life of the Party - Ocean's 8 - Solo: A Star Wars Story                                                                                          | - Chris Pratt - Jurassic World - Il regno distrutto - Sam Claflin - Resta con me - Julian Dennison - Deadpool 2 - Alden Ehrenreich - Solo: A Star Wars Story - Donald Glover - Solo: A Star Wars Story - Ryan Reynolds - Deadpool 2                  | - Bryce Dallas Howard - Jurassic World - Il regno distrutto - Zazie Beetz - Deadpool 2 - Sandra Bullock - Ocean's 8 - Emilia Clarke - Solo: A Star Wars Story - Melissa McCarthy - Life of the Party - Shailene Woodley - Resta con me                                                                                                   |

### Televisione
| Miglior serie TV drammatica | Miglior attore in una serie TV drammatica | Miglior attrice in una serie TV drammatica |
| --- | --- | --- |
| - Riverdale - Empire - Famous in Love - The Fosters - Star - This Is Us | - Cole Sprouse - Riverdale - KJ Apa - Riverdale - Sterling K. Brown - This Is Us - Freddie Highmore - The Good Doctor - Jussie Smollett - Empire - Jesse Williams - Grey's Anatomy                         | - Lili Reinhart - Riverdale - Ryan Destiny - Star - Camila Mendes - Riverdale - Chrissy Metz - This Is Us - Maia Mitchell - The Fosters - Bella Thorne - Famous in Love                                                   |
| Miglior serie TV fantasy/sci-fi | Miglior attore in una serie TV fantasy/sci-fi | Miglior attrice in una serie TV fantasy/sci-fi |
| - Shadowhunters - The 100 - iZombie - The Originals - Stranger Things - Supernatural | - Matthew Daddario - Shadowhunters - Gaten Matarazzo - Stranger Things - Joseph Morgan - The Originals - Bob Morley - The 100 - Dominic Sherwood - Shadowhunters - Finn Wolfhard - Stranger Things         | - Millie Bobby Brown - Stranger Things - Rose McIver - iZombie - Katherine McNamara - Shadowhunters - Lana Parrilla - C'era una volta - Eliza Taylor - The 100 - Emeraude Toubia - Shadowhunters                          |
| Miglior serie TV commedia | Miglior attore in una serie TV commedia | Miglior attrice in una serie TV commedia |
| - The Big Bang Theory - Black-ish - Le amiche di mamma - The Good Place - Jane the Virgin - Modern Family | - Jaime Camil - Jane the Virgin - Anthony Anderson - Black-ish - Elias Harger - Le amiche di mamma - Rico Rodriguez - Modern Family - Andy Samberg - Brooklyn Nine-Nine - Hudson Yang - Fresh Off the Boat | - Gina Rodriguez - Jane the Virgin - Kristen Bell - The Good Place - Candace Cameron Bure - Le amiche di mamma - America Ferrera - Superstore - Sarah Hyland - Modern Family - Yara Shahidi - Black-ish e Grown-ish       |
| Miglior serie TV d'azione | Miglior attore in una serie TV d'azione | Miglior attrice in una serie TV d'azione |
| - The Flash - Agents of S.H.I.E.L.D. - Arrow - Gotham - Lethal Weapon - Supergirl | - Grant Gustin - The Flash - Stephen Amell - Arrow - David Mazouz - Gotham - Lucas Till - MacGyver - Damon Wayans - Lethal Weapon - Chris Wood - Supergirl                                                 | - Melissa Benoist - Supergirl - Chloe Bennet - Agents of S.H.I.E.L.D. - Caity Lotz - Legends of Tomorrow - Danielle Panabaker - The Flash - Candice Patton - The Flash - Emily Bett Rickards - Arrow                      |
| Miglior serie animata | Miglior reality show | Miglior personaggio della TV |
| - Miraculous - Le storie di Ladybug e Chat Noir - I Griffin - Bob's Burgers - Steven Universe - Rick and Morty - I Simpson | - Al passo con i Kardashian - Lip Sync Battle - MasterChef Junior - The Four: Battle For Stardom - The Voice - Total Divas                                                                                 | - Chrissy Teigen - Lip Sync Battle - Derek Hough - World of Dance - DJ Khaled - The Four: Battle for Stardom - Hailey Baldwin - Drop the Mic - Kelly Clarkson - The Voice - Meghan Trainor - The Four: Battle for Stardom |
| Miglior serie TV passata | Miglior serie TV dell'estate | Miglior star in una serie TV dell'estate |
| - Friends - Dawson’s Creek - Gossip Girl - One Tree Hill - That ’70s Show - Willy, il principe di Bel-Air | - So You Think You Can Dance - Beat Shazam - The Bold Type - Cloak & Dagger - Cobra Kai - Total Bellas | - Olivia Holt - Cloak & Dagger - Aisha Dee - The Bold Type - Meghann Fahy - The Bold Type - Aubrey Joseph - Cloak & Dagger - Xolo Maridueña - Cobra Kai - Katie Stevens - The Bold Type                                   |
| Miglior serie TV emergente | Miglior Star Emergente in una serie TV | Migllior cattivo in una serie TV |
| - On My Block - 9-1-1 - Chiamatemi Anna - Black Lightning - The Resident - Siren | - Vanessa Morgan - Riverdale - Iain Armitage - Young Sheldon - Lyric Ross - This Is Us - Luka Sabbat - Grown-ish - Oliver Stark - 9-1-1 - Nafessa Williams - Black Lightning                               | - Mark Consuelos - Riverdale - Odette Annable - Supergirl - Gabrielle Anwar - C'era una volta - Anna Hopkins - Shadowhunters - Mind Flayer - Stranger Things - Cameron Monaghan - Gotham                                  |
| Choice TV Ship | | |
| - Cole Sprouse e Lili Reinhart - Riverdale - Stephen Amell e Emily Bett Rickards - Arrow - KJ Apa e Camila Mendes - Riverdale - Millie Bobby Brown e Finn Wolfhard - Stranger Things - Matthew Daddario e Harry Shum Jr. - Shadowhunters - Grant Gustin e Candice Patton - The Flash | | |

### Cinema e Televisione
| Miglior ruba-scena | Miglior bacio | Miglior crisi isterica |
| --- | --- | --- |
| - Vanessa Morgan - Riverdale - Charlie Heaton - Stranger Things - Tom Hiddleston - Thor: Ragnarok - Nick Jonas - Jumanji - Benvenuti nella giungla - Katie McGrath - Supergirl - Taika Waititi - Thor: Ragnarok | - Cole Sprouse e Lili Reinhart - Riverdale - Chadwick Boseman e Lupita Nyong'o - Black Panther - Millie Bobby Brown e Finn Wolfhard - Stranger Things - Zac Efron e Zendaya - The Greatest Showman - Chris Pratt e Zoe Saldana - Avengers: Infinity War - Gina Rodriguez e Justin Baldoni - Jane the Virgin | - Madelaine Petsch - Riverdale - Jack Black - Jumanji - Benvenuti nella giungla - Adam Driver - Star Wars: Gli ultimi Jedi - Kevin Hart - Jumanji - Benvenuti nella giungla - Joe Keery - Stranger Things - Mark Ruffalo - Avengers: Infinity War |

### Musica
| Miglior artista maschile | Miglior artista femminile | Miglior gruppo musicale |
| --- | --- | --- |
| - Louis Tomlinson - Bruno Mars - Drake - Ed Sheeran - Niall Horan - Shawn Mendes | - Camila Cabello - Ariana Grande - Cardi B - Demi Lovato - Dua Lipa - Taylor Swift | - 5 Seconds of Summer - Fifth Harmony - Florida Georgia Line - Maroon 5 - Migos - Why Don't We |
| Miglior artista R&B/hip-hop | Miglior artista country | Miglior artista rock |
| - Cardi B - Childish Gambino - Drake - Khalid - Nicki Minaj - Post Malone | - Carrie Underwood - Kelsea Ballerini - Kane Brown - Maren Morris - Thomas Rhett - Blake Shelton | - Imagine Dragons - Panic! at the Disco - Paramore - Portugal. The Man - Twenty One Pilots - X Ambassadors |
| Miglior artista dance/elettronico | Miglior artista latino | Miglior artista internazionale |
| - The Chainsmokers - Steve Aoki - Martin Garrix - Calvin Harris - Marshmello - Zedd | - CNCO - J Balvin - Daddy Yankee - Luis Fonsi - Becky G - Maluma | - BTS - Blackpink - CNCO - Exo - Got7 - Super Junior |
| Miglior brano artista maschile | Miglior brano artista femminile | Miglior brano di un gruppo musicale |
| - "Perfect" - Ed Sheeran - "Attention" - Charlie Puth - "God's Plan" - Drake - "LOVE." - Kendrick Lamar ft. Zacari - "Say Something" - Justin Timberlake ft. Chris Stapleton - "This Is America" - Childish Gambino                                                                         | - "Havana" - Camila Cabello ft. Young Thug - "Bad at Love" - Halsey - "Look What You Made Me Do" - Taylor Swift - "New Rules" - Dua Lipa - "No Tears Left to Cry" - Ariana Grande - "Sorry Not Sorry" - Demi Lovato  | - "Youngblood" - 5 Seconds of Summer - "Feel It Still" - Portugal. The Man - "Say Amen (Saturday Night)" - Panic! at the Disco - "Trust Fund Baby" - Why Don't We - "Wait" - Maroon 5 - "Whatever It Takes" - Imagine Dragons                   |
| Miglior canzone pop | Miglior brano country | Miglior canzone dance/elettronica |
| - "In My Blood" - Shawn Mendes - "Delicate" - Taylor Swift - "Don't Go Breaking My Heart" - Backstreet Boys - "No Excuses" - Meghan Trainor - "No Tears Left to Cry" - Ariana Grande - "This Is Me" - Keala Settle                                                                          | - "Meant to Be" - Bebe Rexha ft. Florida Georgia Line - "Cry Pretty" - Carrie Underwood - "Heaven" - Kane Brown - "Life Changes" - Thomas Rhett - "Mercy" - Brett Young - "Most People Are Good" - Luke Bryan        | - "All Night" - Steve Aoki e Lauren Jauregui - "Friends" - Marshmello e Anne-Marie - "The Middle" - Zedd, Maren Morris e Grey - "One Kiss" - Calvin Harris e Dua Lipa - "Perfect" - Topic e Ally Brooke - "Solo" - Clean Bandit ft. Demi Lovato |
| Miglior canzone latina | Miglior canzone R&B/Hip-Hop | Miglior canzone rock/alternative |
| - "Familiar" - Liam Payne e J Balvin - "Boom Boom" - RedOne, Daddy Yankee, French Montana e Dinah Jane - "Dinero" - Jennifer Lopez ft. DJ Khaled e Cardi B - "Hey DJ" - CNCO - "Mi gente" - J Balvin e Willy William - "Échame la Culpa" - Luis Fonsi e Demi Lovato                         | - "Love Lies" - Khalid e Normani - "All the Stars" - Kendrick Lamar e SZA - "Finesse (Remix)" - Bruno Mars ft. Cardi B - "God's Plan" - Drake - "Let You Down" - NF - "This Is America" - Childish Gambino           | - "Whatever It Takes" - Imagine Dragons - "Alone" - Halsey - "Hard Times" - Paramore - "High Hopes" - Panic! at the Disco - "No Roots" - Alice Merton - "Sit Next to Me" - Foster the People                                                    |
| Miglior collaborazione | Miglior artista emergente | Choice Next Big Thing |
| - "Rewrite the Stars" - Zac Efron e Zendaya - "End Game" - Taylor Swift ft. Ed Sheeran e Future - "Finesse (Remix)" - Bruno Mars ft. Cardi B - "Meant to Be" - Bebe Rexha ft. Florida Georgia Line - "The Middle" - Zedd, Maren Morris e Grey - "Pray for Me" - The Weeknd e Kendrick Lamar | - Khalid - Bazzi - Lauv - Logic - Marshmello - SZA | - Jackson Wang - Blackpink - MattyBRaps - NCT - Jacob Sartorius - Stray Kids |
| Miglior artista maschile dell'estate | Miglior artista femminile dell'estate | Miglior gruppo musicale dell'estate |
| - Shawn Mendes - Kane Brown - Niall Horan - Liam Payne - Charlie Puth - Zayn | - Camila Cabello - Cardi B - Selena Gomez - Ariana Grande - Halsey - Meghan Trainor | - 5 Seconds of Summer - The Chainsmokers - Dan + Shay - Imagine Dragons - Maroon 5 - Panic! at the Disco |
| Miglior tour dell'estate | Miglior canzone dell'estate | |
| - Harry Styles - Harry Styles: Live on Tour - Niall Horan - Flicker World Tour - Jay Z e Beyoncé - On the Run II Tour - Charlie Puth - Voicenotes Tour - Taylor Swift - Reputation Stadium Tour - Top Dawg Entertainment - The Championship Tour                                            | - "Back to You" - Selena Gomez - "Familiar" - Liam Payne e J Balvin - "Girls Like You" - Maroon 5 ft. Cardi B - "Nice for What" - Drake - "One Kiss" - Calvin Harris e Dua Lipa - "Youngblood" - 5 Seconds of Summer | |

### Web
| Miglior star femminile nel web                                                            | Miglior star maschile nel web                                                               | Miglior comico nel web                                                                     | Miglior Snapchatter                                                                             |
| ----------------------------------------------------------------------------------------- | ------------------------------------------------------------------------------------------- | ------------------------------------------------------------------------------------------ | ----------------------------------------------------------------------------------------------- |
| - Liza Koshy - Eva Gutowski - Merrell Twins - Bethany Mota - Lele Pons - Lilly Singh      | - The Dolan Twins - Cameron Dallas - Joey Graceffa - Ryan Higa - Collins Key - Tyler Oakley | - Liza Koshy - The Dolan Twins - Collins Key - Miranda Sings - Lele Pons - Lilly Singh     | - Ariana Grande - Ethan Dolan - Grayson Dolan - Kendall Jenner - Demi Lovato - Meghan Trainor   |
| Più fashion nel web                                                                       | Miglior star musicale del web                                                               | Choice Muser                                                                               | Miglior tweet                                                                                   |
| - James Charles - Dulce Candy - Kandee Johnson - Shay Mitchell - NikkieTutorials - Zoella | - Erika Costell - Anitta - Chloe x Halle - Jack & Jack - Johnny Orlando - Noah Schnacky     | - Mackenzie Ziegler - Baby Ariel - Loren Gray - Holly H - Sofia Santino - Valentina Schulz | - Anna Kendrick - Mark Hamill - Mindy Kaling - Kumail Nanjiani - Ryan Reynolds - Chrissy Teigen |
| Miglior instagrammer                                                                      | Miglior youtuber                                                                            |                                                                                            |                                                                                                 |
| - Selena Gomez - Lucy Hale - Dwayne Johnson - John Mayer - Will Smith - Justin Timberlake | - Liza Koshy - DanTDM - The Dolan Twins - Merrell Twins - Lele Pons - Lilly Singh           |                                                                                            |                                                                                                 |

### Fashion
| Donna più sexy                                                                                  | Uomo più sexy                                                                                 | Icona di stile                                                                                  |
| ----------------------------------------------------------------------------------------------- | --------------------------------------------------------------------------------------------- | ----------------------------------------------------------------------------------------------- |
| - Lauren Jauregui - Hailey Baldwin - Selena Gomez - Olivia Holt - Kendall Jenner - Yara Shahidi | - Cole Sprouse - Chadwick Boseman - Zac Efron - Grant Gustin - Chris Hemsworth - Shawn Mendes | - Harry Styles - Chadwick Boseman - Blake Lively - Meghan, duchessa di Sussex - Migos - Zendaya |

### Sport
| Miglior atleta maschile                                                             | Miglior atleta femminile |
| ----------------------------------------------------------------------------------- | --- |
| - LeBron James - Adam Rippon - J.J. Watt - Red Gerard - Shaun White - Stephen Curry | - Serena Williams - Chloe Kim - Lindsey Vonn - Mikaela Shiffrin - Mirai Nagasu - Nazionale di hockey su ghiaccio femminile degli Stati Uniti d'America |

### Altro
| Miglior comico                                                                               | Miglior ballerino/a                                                              | Miglior videogioco | MIglior modella                                                                      | Miglior fandom |
| -------------------------------------------------------------------------------------------- | -------------------------------------------------------------------------------- | --- | ------------------------------------------------------------------------------------ | --- |
| - The Dolan Twins - James Corden - Ellen DeGeneres - Jimmy Fallon - Kevin Hart - Lilly Singh | - Maddie Ziegler - Cheryl Burke - Jenna Dewan - Derek Hough - Les Twins - tWitch | - Fortnite - Fire Emblem Heroes - The Legend of Zelda: Breath of the Wild - Overwatch - PlayerUnknown's Battlegrounds - Super Mario Odyssey | - Gigi Hadid - Adwoa Aboah - Romeo Beckham - Kaia Gerber - Bella Hadid - Jaden Smith | - BTS - BTS Army - Blackpink - Blinks - CNCO - CNCOwners - One Direction - Directioners - Fifth Harmony - Harmonizers - Taylor Swift - Swifties |